# Gioventù Francescana
(Motto della Gi.Fra. d'Italia)

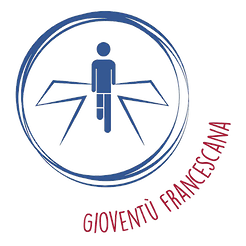
Il logo della Gi.Fra d'Italia.

La Gioventù Francescana è un movimento cattolico (definito fraternità) di giovani cattolici (detti "gifrini") di età compresa tra i 14 e i 30 anni, che condividono e vivono il Vangelo seguendo l'esempio di Francesco d'Assisi. È chiamata anche con l'acronimo Gi. Fra., o meglio Gifra.
I giovani francescani maturano la propria scelta di vita e di fede nell'ambito dell'Ordine Francescano Secolare, di cui la Gi.Fra è parte integrante. 

## Identità della Gi.Fra
La Gioventù Francescana , a livello globale , trova la sua definizione nel Titolo VII delle Costituzioni generali dell'Ordine Francescano Secolare. L'articolo 97 delle Costituzioni fornisce la seguente definizione: 
" La Gioventù Francescana (Gi.Fra.), come è intesa da queste Costituzioni e per la quale l’OFS si considera particolarmente responsabile, è formata da quei giovani che si sentono chiamati dallo Spirito Santo a fare in fraternità l’esperienza della vita cristiana, alla luce del messaggio di san Francesco d’Assisi, approfondendo la propria vocazione nell’ambito dell’Ordine Francescano Secolare." 
Le Costituzioni aggiungono poi che "I membri della Gi.Fra. considerano la Regola dell’OFS come documento di ispirazione" e che "la Gi.Fra. ha una specifica organizzazione e metodi di formazione e pedagogici adeguati ai bisogni del mondo giovanile, secondo le realtà esistenti nei diversi Paesi". Proprio per adattare l'esperienza Gi.Fra alle esigenze e alle necessità presenti nei diversi paesi , le Costituzioni rimandano a Statuti Nazionali il compito di regolare i diversi aspetti della vita e dell'organizzazione della Gioventù Francescana . La Gioventù Francescana d'Italia (paese di origine della Gi.Fra) ha come proprio Statuto il testo "Il Nostro Volto", approvato per la prima volta negli anni '70 e più volte modificato nel corso del tempo. Lo Statuto , attualmente formato da 45 articoli , è costituito da due parti: la Forma di Vita e le Norme organizzative

### Forma di vita
La forma di vita dei giovani francescani si ispira alla Regola dell'Ordine Francescano Secolare. Primo impegno dei giovani francescani è la chiamata a passare dal "Vangelo alla vita e dalla vita al Vangelo" , impegnandosi a vivere nelle proprie realtà ordinarie e quotidiane il messaggio evangelico alla luce dell'insegnamento di Francesco d'Assisi . In particolare i giovani francescani si impegnano a: 
- farsi testimoni tra gli uomini, annunciando Cristo con la vita e con la parola
- conformare il proprio modo di pensare e di agire a quello di Cristo, mediante un radicale mutamento interiore che nel Vangelo è definito «conversione» (perciò devono considerare segno privilegiato di questo cammino il sacramento della Riconciliazione)
- fare della preghiera l'anima del proprio essere e del proprio operare
- venerare in modo particolare la Vergine Maria, imitandone la disponibilità
- cercare nel distacco e nell'uso una giusta relazione con i beni terreni, semplificando le proprie esigenze
- accogliere tutti gli uomini con umiltà e cortesia, come dono del Signore
- esercitare con competenza le proprie responsabilità, nello spirito cristiano di servizio
- promuovere la giustizia con iniziative coraggiose (individuali o comunitarie), impegnandosi in scelte coerenti con la propria fede
- reputare il lavoro come dono e come partecipazione alla creazione, redenzione e servizio della comunità umana
- vivere lo spirito francescano nelle proprie famiglie
- ricercare le vie dell'unità e dell'intesa attraverso il dialogo
- avere rispetto per le altre creature, animate ed inanimate.

L'impegno dei giovani francescani viene confermato attraverso la Promessa.

### Norme organizzative
in Italia è articolata in Fraternità operanti su tre diversi livelli (locale, regionale e nazionale). Ogni Fraternità è composta da due organismi principali:
- l'Assemblea, avente potere legislativo e deliberativo; a livello locale è formata da tutti i promessi della Fraternità locale, a livello regionale e nazionale è formata dal Consiglio di pari grado, più i presidenti ed un congruo numero di consiglieri del livello immediatamente inferiore.
- il Consiglio, rinnovato ogni due anni (tre a livello regionale e nazionale) dall'Assemblea di pari grado, avente potere esecutivo ed avente il compito di animare la Fraternità di propria competenza e di rappresentarla al livello superiore. È formato da un Presidente, un Vicepresidente ed un numero variabile di Consiglieri.

Per venire incontro alle esigenze di ognuno, nei momenti formativi spesso la Gi.Fra. si può suddividere in fasce d'età:
- Adolescenti (14-17 anni)
- Giovani (18-24 anni)
- Giovani-Adulti (25-30 anni)

#### L'Assistenza e l'Animazione fraterna
Ogni Fraternità è assistita da un Assistente Spirituale, solitamente un frate, che cura la crescita spirituale dei giovani. Inoltre, in ogni consiglio (locale, regionale e nazionale) è presente un laico delegato dell'OFS, denominato in genere Animatore Fraterno, con il compito di aiutare i giovani francescani nel loro cammino e di curare i rapporti tra la Gi.Fra. e l'OFS.

## La Promessa
Il momento della Promessa si svolge di norma durante una celebrazione Eucaristica, dopo l'omelia. I giovani che intendono rinnovare la Promessa si dispongono davanti all'altare e recitano il testo della Promessa.
Tu ci hai radunati nella Fraternità della Gioventù Francescana di ....

per manifestare il disegno di amore che hai su ciascuno di noi.

Per rispondere a questo dono mirabile

promettiamo di vivere la nostra giovinezza immersa nel Cristo Tuo Figlio,

sull'esempio del mite poverello di Assisi.

Vogliamo essere una comunità di fede che ha 

l'Eucaristia come centro,

il Vangelo come guida,

la Chiesa come Madre,

i poveri e gli ultimi come fratelli.

Ci impegniamo agli occhi di tutti,

quali discepoli che ti seguono alla luce del giorno:

pronti a donarci ad ogni richiamo di bene

per essere araldi del tuo pacifico regno.

Accogli, Padre Santo, questa nostra umile offerta

che affidiamo alla Vergine Santa,

e rendici perseveranti nel tuo Amore.

Amen.»

## Storia
La GiFra nasce ufficialmente nel 1948. Presso i frati Minori, il ministro generale, padre Pacifico Perantoni, riunisce in un'unica federazione (chiamata inizialmente GIFRAC: Gioventù Francescana di Azione Cattolica) tutti i circoli giovanili guidati dai frati dell'Ordine.
Presso i frati minori Cappuccini, invece, la Gioventù Francescana viene fondata nel 1948 come confederazione dei gruppi giovanili di Campobasso, Milano, Ascoli Piceno e Firenze, confederazione gradualmente estesa negli anni seguenti ad altri circoli giovanili guidati sempre dai Cappuccini.
Negli anni cinquanta anche i frati minori Conventuali iniziano una graduale promozione della GiFra tra i propri gruppi giovanili.
Nel 1958, dopo appena dieci anni, all'interno della GiFra sono già presenti 453 gruppi sparsi in tutto il territorio nazionale. Nel 1954 i Cappuccini approvano il primo statuto GiFra (accolto nel 1958 anche dai frati minori Conventuali). Nel 1968 i Cappuccini iniziano l'elaborazione del secondo statuto GiFra, "Il nostro volto" (approvato nel 1971), valevole subito anche per i gruppi guidati dai frati Minori e accolto successivamente (1974) dalle comunità dei frati minori Conventuali.
Nella seconda metà degli anni settanta si manifesta l'esigenza di un nuovo documento nazionale per tutti i giovani appartenenti alle fraternità Gifra. Le assemblee nazionali interobbedienziali di Viterbo (1977), Nola (1978) e Seiano (1980) portano all'elaborazione di una prima bozza di quello che diverrà dopo pochi anni la "forma di vita" o terzo statuto GiFra.
Il testo provvisorio è sottoposto all'attenzione del Consiglio internazionale dell'Ordine Francescano Secolare, a cui viene anche richiesta la formulazione di alcune linee orientative per la Gioventù Francescana di tutto il mondo (nel frattempo infatti l'esperienza della GiFra italiana si è estesa ad altre nazioni). Infine l'Assemblea nazionale interobbedienziale riunitasi a Paestum nel luglio del 1984 approva il testo definitivo dello statuto, adattato alle linee internazionali della GiFra.
Sin dall'inizio le fraternità si distinsero a seconda dell'ordine di appartenenza del padre assistente (frati minori, frati minori cappuccini, frati minori conventuali, Terz'Ordine Regolare): questa divisione, parallelamente a quanto accaduto per l'OFS, si rispecchiò anche nelle istituzioni, portando così alla formazione di quattro entità diverse (recanti lo stesso nome Gi.Fra.) ma con strutture e percorsi formativi separati.
Dal 2001 è iniziato, su iniziativa dell'Assemblea Nazionale Interobbedienziale, un cammino per riunire tutte le fraternità Gi.Fra. in un'unica fraternità nazionale. Questo cammino, nonostante qualche difficoltà, ha portato alla formazione, il 1º settembre 2002, del primo Consiglio Nazionale Unitario al quale, tuttavia, la Gioventù Francescana assistita dai Frati Minori non ha aderito, mantenendo una sua struttura propria ed elaborando un autonomo percorso sfociato nella elaborazione di un Progetto Educativo Pastorale e Vocazionale, dal titolo "Un luminoso ideale di vita" (dalle parole che Giovanni Paolo II utilizzò per definire il carisma francescano), che racchiude le peculiarità del cammino Gi.Fra. Minori.
La "questione unitaria" si è conclusa a giugno 2009 con l'unificazione definitiva di tutte le fraternità Gi.Fra., su esortazione della Conferenza dei Ministri Provinciali dei Frati Minori d'Italia.
Nel febbraio 2010 si è celebrato il primo capitolo elettivo nazionale completamente unitario.